# Las Pilas (Ribamontán al Monte)
Las Pilas es una localidad española del municipio de Ribamontán al Monte, perteneciente a la comunidad autónoma de Cantabria. 

## Geografía
La localidad se encuentra a 90 m s. n. m. y a 8 kilómetros de la capital municipal, Hoz de Anero. Por ella pasa el río Pontones.

## Historia
Hacia mediados del siglo XIX, Las Pilas, un lugar ya por entonces perteneciente al municipio de Ribamontán al Monte, tenía contabilizada una población de 78 habitantes. Aparece descrito en el decimotercer volumen del Diccionario geográfico-estadístico-histórico de España y sus posesiones de Ultramar de Pascual Madoz con las siguientes palabras:

PILAS (las): l. en la prov. y dióc. de Santander (2 leg.), part. jud. de Entrambasaguas (1), aud. terr. y c. g. de Búrgos (26), ayunt. de Ribamontan del Monte: sit. en llano; su clima es bastante sano. Tiene 19 casas; igl. parr. (San Miguel) servida por un cura de ingreso y provision del diocesano en patrimoniales; y buenas aguas potables. Confina con térm. de Viena, barrio de Meruelo, y Prabes. El terreno es montuoso: los montes forman cord. y se hallan bastante poblados. caminos: dirigen á los pueblos limítrofes; recibe la correspondencia de Meruelo. prod.: maiz, patatas, legumbres, vino chacolí de mala calidad y pastos; cria ganados y caza de varios animales. ind.: 4 molins harineros; construccion de ejes para carros, y elaboracion de casi toda la madera que se gasta en el balaustrage de la Trasmiera. pobl.: 16 vec., 78 alm. contr. con el ayunt.
(Madoz, 1849, p. 27)

En 2024, la entidad singular de población de Las Pilas tenía empadronados 52 habitantes, todos ellos en el núcleo de población de ese nombre.

## Patrimonio
La iglesia parroquial del pueblo, advocada a Santa María, data del siglo XV y conserva un retablo churrigueresco de madera sin policromar.